# Mariam Abdul Aziz

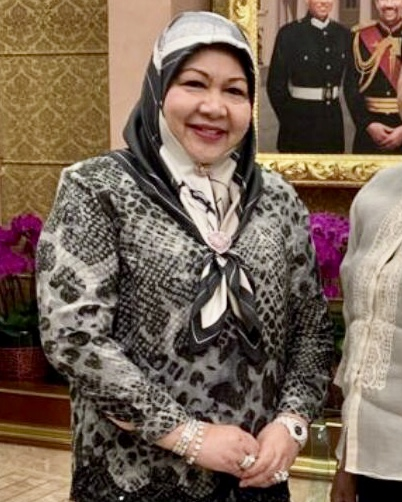
Mariam Abdul Aziz am 19. Oktober 2022.

Mariam Abdul Aziz (mit vollem Titel: Datin Paduka Seri Dayang Hajah Mariam binti Abdul Aziz, auch: Mariam Aziz, geb. 29. Januar 1956) ist die ehemalige Frau von Sultan Hassanal Bolkiah von Brunei. Sie war mit ihm von 1981 bis 2003 verheiratet.

## Leben

### Jugend
Mariam am 28. Januar 1956 wurde als drittes Kind von Abdul Aziz bin Abdullah, früher bekannt als James Bell, und Pengiran Hajah Rashida (seiner zweiten Frau) geboren. Ihr Vater hatte sowohl englische, als auch japanische Vorfahren. Sie war Flugbegleiterin bei Royal Brunei Airlines (RBA) und wurde später zum Sultan’s flight versetzt.

## Ehe
Am 28. Oktober 1981 heiratete Mariam Sultan Hassanal Bolkiah in Bandar Seri Begawan, der sie zu seiner Zweitfrau machte. Sie wurde mit dem Titel Duli Yang Teramat Mulia Pengiran Isteri ausgezeichnet. Mit dem Sultan hat sie vier Kinder: Azim von Brunei, Azemah Ni’matul Bolkiah, Fadzilah Lubabul Bolkiah und Abdul Mateen. Sie hat auch die Adoptivtochter, Afifa Abdullah.
Sie wurde im Februar 2003 vom Sultan geschieden. Prinz Sufri Bolkiah, der Bruder von Sultan Hassanal Bolkiah, verkündete die Nachricht in einer Fernsehübertragung am 2. Februar 2003. Die Scheidung sei in Übereinstimmung mit dem islamischen Recht erfolgt. In Regierungs- und Handelseinrichtungen wurden mehrere Bilder der Ex-Frau des Sultans, die neben Bildern von ihm und seiner ersten Frau ausgestellt waren, nach der königlichen Ankündigung umgehend entfernt.

## Prozess um Schmuck
Mariam beschuldigte Fatimah Kumin Lim in zwei Gerichtsverfahren in London, Schmuck gestohlen zu haben. Der Richter kam zu dem Schluss, dass durch den Diebstahl zwei Diamanten und Diamantschmuck im Wert von etwa 12,5 Mio. Pfund illegal verkauft worden waren. Sie lebt in Singapur und strebt derzeit eine Entschädigung für den Diebstahl an. Mariam hatte zuvor vor Gericht ausgesagt, dass sie einem ihrer Leibwächter an einem Abend im Jahr 2008 ein Diamantarmband zur sicheren Aufbewahrung gegeben und es seitdem nicht mehr gesehen hatte.

## Philanthropische Arbeit
Pusat Ehsan Al-Ameerah Al-Hajjah Maryam ist eine non-profit, Wohltätigkeitsorganisation, die sich der Bereitstellung hochwertiger Trainings-, Rehabilitations- und Bildungsmöglichkeiten für Menschen mit besonderen Bedürfnissen widmet. Mariam fungiert als Schirmherrin von Pusat Ehsan. Das Zentrum wurde gegründet, um das Leben von Menschen mit Beeinträchtigungen zu verbessern.
Gemeinsam mit Prinzessin Masna Bolkiah nahm sie am 8. Mai 2002 an einer Taiji-Darbietung während einer Massenveranstaltung der Brunei Business Women’s Association zu Wohltätigkeitszwecken im Hassanal Bolkiah National Stadium teil.

## Benennungen
- Pengiran Isteri Hajjah Mariam Hospital (PIHM Hospital), Temburong District, Bangar.[17]
- Pengiran Isteri Hajjah Mariam Secondary School (SMPIHM), Kampong Serasa.[18]

### Ehrungen
Mariam wurden alle nationalen Ehrungen aufgrund ihrer Scheidung 2003 aberkannt. Sie führt noch den Titel Datin Paduka Seri. Folgende Ehrungen wurden ihr verliehen:

#### National
- Royal Family Order of the Crown of Brunei (DKMB; 11. April 1987)
- Order of Paduka Keberanian Laila Terbilang 1. Klasse (DPKT; 29. November 1996) – Datin Paduka Seri
- Sultan Hassanal Bolkiah Medal (PHBS; 1. August 1968)

#### Ausländisch
- Jordanien:
  -  Supreme Order of the Renaissance Grand Cordon (19. Dezember 1984)
- Malaysia:
  -  Malaysian Service Medal (PJM; 11. April 1987)
  -  Royal Family Order of Kelantan (DK; 7. März 1999)
  -  Royal Family Order of Johor 1. Klasse (DK I; 6. März 1997)
  -  Order of the Crown of Johor Knight Grand Commander (SPMJ; 11. April 1987) – Datin Paduka
  -  Order of the Star of Hornbill Sarawak Knight Commander (DA) – Datuk Amar
- Südkorea:
  -  Grand Order of Mugunghwa (6. April 1984)
- Ägypten:
  -  Order of the Virtues Supreme Class (17. Dezember 1984)